# Новый Свет (завод)

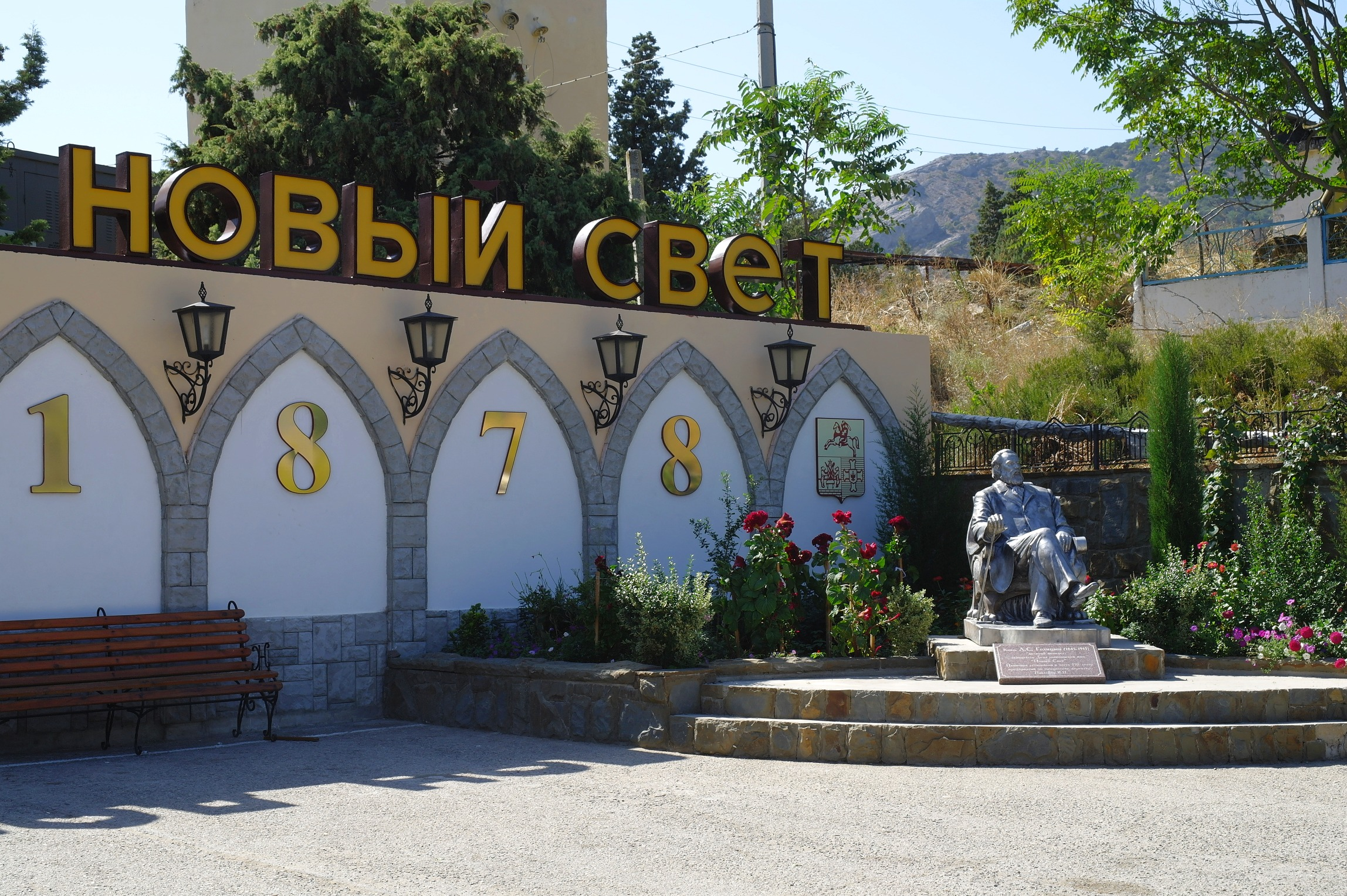

«Но́вый Свет» — предприятие по производству игристого вина классическим французским бутылочным методом шампанизации, расположенное в посёлке Новый Свет на юго-востоке Крыма. Общая протяжённость тоннельного хозяйства — 7 км (20 штолен). Производительность — 2 миллиона бутылок шампанских игристых вин в год.
Из-за аннексии Россией полуострова завод находится под международными санкциями Евросоюза, США, Великобритании и ряда других стран.

## История
Основан в Российской империи на полуострове Крым в 1878 году князем Л. С. Голицыным как завод по выпуску игристого вина в приобретённом им имении Новый Свет. В 1890 году был запущен розлив в промышленных объёмах. В 1896 году вино под маркой «Коронационное» поставлялось для коронационных процедур императора, а на бутылках разрешено размещение герба Российской империи. Игристое вино «Парадизио» четвёртого тиража (1899 год) получило гран-при на Всемирной выставке 1900 года. Примечательно, что граф Шандон был шокирован тем, что золотую медаль получила не винодельня из Шампани, а российский производитель. Под руководством князя было построено 3,2 км тоннелей для выдержки вин. В 1905 году завод пережил серьёзный кризис. В 1913 году имение с энотекой, дегустационным залом и штольнями передано Голицыным в дар Николаю II.
В 1918—1920 годах имение было разграблено бандитами. В 1920 году имение с заводом передано в собственность Крымревкома (энотека вывезена в Массандру), в 1931 году — в собственность Управления рабоче-крестьянской милиции. Восстановление производства начинается в 1932 году, когда завод включён в объединение «Крымвинпромтрест».

А. Иванов в 1927 году в журнале «Вестник виноделия Украины» отмечает: 
«… уже можно не гнаться за получением в Крыму копии Французского шампанского, более правильно ставится задача — изготовление своего Крымского шампанского».
Большой вклад в возрождение предприятия в годы первых пятилеток в СССР внесли А. М. Фролов-Багреев, Э. Я. Клоц, В. Сорокин, М. Прохоренко, Д. Скрябин, А. Сеферов. На Всесоюзной дегустации вин 1940 года «Советское Шампанское» из Нового Света получила высшую оценку комиссии. В годы оккупации Крыма нацистской Германией, немецкие специалисты безуспешно пытались восстановить производство. Отходящими немецкими войсками штольни были частично разрушены. Первый послевоенный тираж был заложен в 1944 году (131 тысяча бутылок). Усилиями директора завода Т. Т. Бреусова и главного шампаниста А. В. Мурашко в 1966 году тираж шампанских вин доведён до 704 тысяч бутылок. В 1974—1977 годах завод был реформирован в агропромышленный комплекс совхоз-завод «Новый Свет», который возглавил М. Н. Матвиенко.
Руководство, сотрудники и продукция завода были многократно отмечены различными национальными и международными наградами за достижения в области виноделия — 74 золотых, 33 серебряных, 4 бронзовых медали, 114 дипломов, 5 кубков гран-при, 7 кубков супер гран-при.

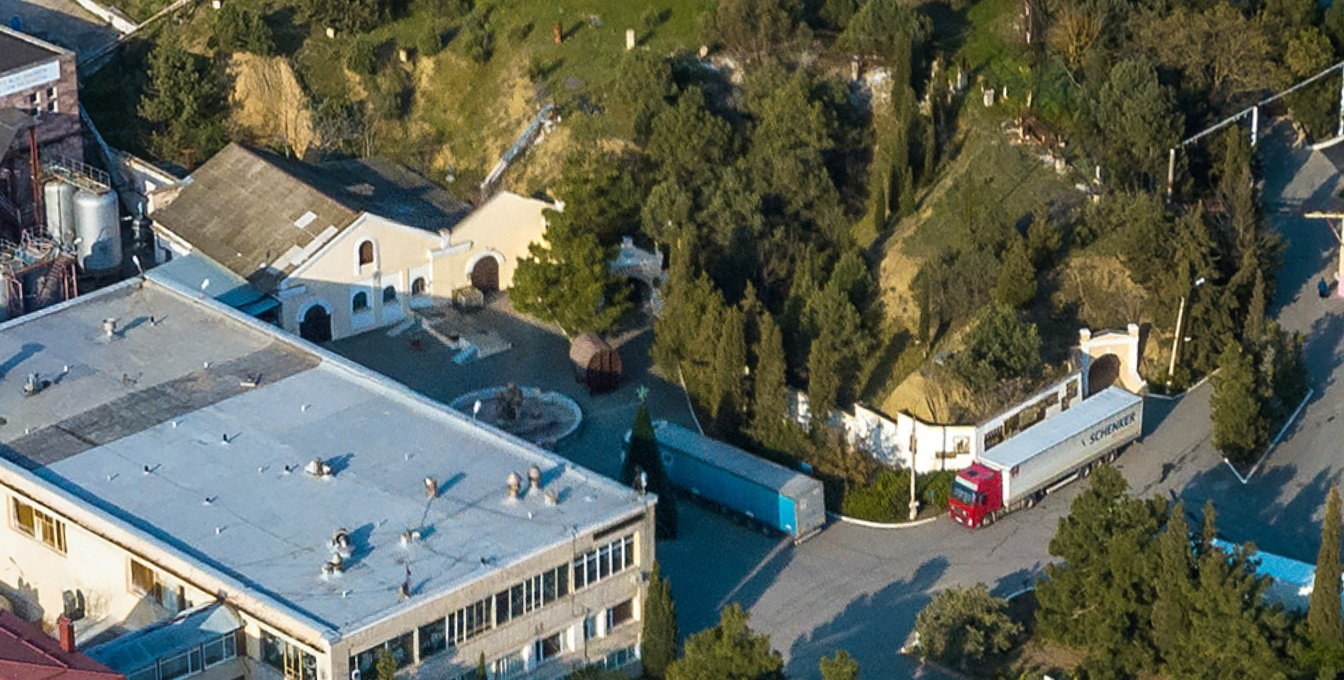
Территория и входы в подвалы

В 2008 году дом игристых вин «Новый Свет» удостоился почётной грамоты Кабинета министров Украины. В этом же году ко 130-летию со дня основания завода было приурочено открытие на территории памятника Л. С. Голицыну.
В марте 2014 года в связи с принятием Госсоветом Крыма постановления «О независимости Крыма» завод был национализирован.
В июле 2014 года предприятие включено в санкционный список Евросоюза.
В январе 2015 года учредительные документы завода были приведены в соответствие с законодательством Российской Федерации. Текущее название предприятия звучит как Государственное унитарное предприятие Республики Крым «Завод шампанских вин „Новый Свет“».
В декабре 2017 года предприятие было приватизировано, собственником стала зарегистрированная в Санкт-Петербурге компания «Южный проект», принадлежащая частному банку «Россия», стоимость сделки составила 1,55 млрд рублей. Перед покупкой госпредприятию передали виноградники и акционировали.

## Собственники и руководство

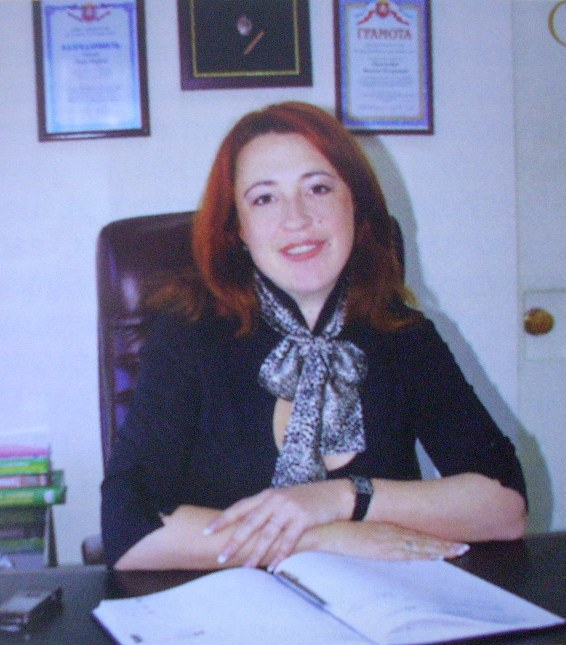
Директор предприятия в 2005—2015 годах Павленко Я. П.

Предприятие принадлежало Министерству сельского хозяйства Республики Крым. В марте 2017 года в СМИ появилась информация о возможном включении завода в план приватизации 2017—2018 годов. 22 декабря 2017 года в результате приватизации имущества, находящегося в государственной собственности Республики Крым, обыкновенные именные бездокументарные акции акционерного общества "Завод шампанских вин «Новый Свет» проданы за 1,5 млрд рублей обществу с ограниченной ответственностью «Южный проект». 99,9 % доли в уставном капитале ООО «Южный проект» принадлежит АО "Акционерный банк «Россия», основным акционером которого является Ковальчук Юрий Валентинович.
Руководители предприятия:
- ? — октябрь 1941 Сеферов Асан Мамутович
- 1948—1952 Наум Абрамович Сирота;
- 1952—1965 — В. Н. Резников;
- 1965—1974 — Т. Т. Бреусов;
- 1974—1977 — Михаил Николаевич Матвиенко;
- 2005—2015 — Янина Петровна Павленко
- С 2015 — Алексей Петрович Пугачёв.

## Продукция
В настоящее время[когда?] выпускается 18 марок игристых вин под торговыми марками «Новый Свет», «Крым», «Князь Лев Голицын», «Красное игристое», «Новосветский Сердолик», и новая марка «WINE&OPERA». В производстве используются сорта винограда: Шардоне, Пино-нуар, Рислинг, Алиготе, Каберне Совиньон. Выдержка вин происходит при температурах +10......+15 °C от 3 до 16 лет (шампанское «Новый Свет» «Коронационное»). Спектр продуктов включает брют-кюве, экстрабрют, брют, полусухие, сухие и полусладкие вина.
Мощности предприятия позволяют выпускать до 1 миллиона бутылок шампанских и 600 тысяч бутылок игристых вин в год.